# Frankrijk op de Olympische Winterspelen 1972
Tijdens de Olympische Winterspelen van 1972, die in Sapporo (Japan) werden gehouden, nam Frankrijk voor de elfde keer deel.

## Medailleoverzicht
| Sport       | Olympiër          | Discipline | Medaille |
| ----------- | ----------------- | ---------- | -------- |
| Alpineskiën | Danièle Debernard | slalom (v) | Zilver   |
| Alpineskiën | Florence Steurer  | slalom (v) | Brons    |
| Kunstrijden | Patrick Péra      | mannen     | Brons    |

## Deelnemers en resultaten

### Alpineskiën
| Olympiër            | Discipline       | Resultaat | Prestatie                       |
| ------------------- | ---------------- | --------- | ------------------------------- |
| Jean-Noël Augert    | reuzenslalom (m) | 5e        | 3.11,84 (+2,22) 1.33,61+1.38,23 |
| Jean-Noël Augert    | slalom (m)       | 5e        | 1.50,51 (+1,24) 55,77+54,74     |
| Bernard Charvin     | afdaling (m)     | 21e       | 1.55,33 (+3,90)                 |
| Henri Duvillard     | afdaling (m)     | 19e       | 1.55,13 (+3,70)                 |
| Henri Duvillard     | reuzenslalom (m) | dnf       | opgave                          |
| Henri Duvillard     | slalom (m)       | 4e        | 1.50,45 (+1,18) 55,92+54,53     |
| Bernard Orcel       | afdaling (m)     | 16e       | 1.54,81 (+3,38)                 |
| Alain Penz          | reuzenslalom (m) | 9e        | 3.12,42 (+2,80) 1.33,36+1.39,06 |
| Alain Penz          | slalom (m)       | dq        | diskwalificatie                 |
| Roger Rossat-Mignod | afdaling (m)     | 15e       | 1.54,72 (+3,29)                 |
| Roger Rossat-Mignod | reuzenslalom (m) | dq        | diskwalificatie                 |
| Danièle Debernard   | slalom (v)       | Zilver    | 1.31,26 (+0,02) 46,08+45,18     |
| Annie Famose        | afdaling (v)     | 8e        | 1.39,70 (+3,02)                 |
| Michèle Jacot       | afdaling (v)     | 15e       | 1.40,73 (+4,05)                 |
| Michèle Jacot       | reuzenslalom (v) | 16e       | 1.33,61 (+3,71)                 |
| Michèle Jacot       | slalom (v)       | dq        | diskwalificatie                 |
| Britt Lafforgue     | reuzenslalom (v) | 8e        | 1.32,80 (+2,90)                 |
| Britt Lafforgue     | slalom (v)       | dq        | diskwalificatie                 |
| Isabelle Mir        | afdaling (v)     | 4e        | 1.38,62 (+1,94)                 |
| Isabelle Mir        | reuzenslalom (v) | 21e       | 1.35,30 (+5,40)                 |
| Florence Steurer    | afdaling (v)     | 23e       | 1.41,36 (+4,68)                 |
| Florence Steurer    | reuzenslalom (v) | 6e        | 1.32,59 (+2,69)                 |
| Florence Steurer    | slalom (v)       | Brons     | 1.32,69 (+1,45) 46,57+46,12     |

### Biatlon
| Olympiër                                                 | Discipline             | Resultaat | Prestatie                                                                                             |
| -------------------------------------------------------- | ---------------------- | --------- | --- |
| Daniel Claudon                                           | 20 km (m)              | 10e       | 1:19.14,67 (+3.19,17) pen.: 1                                                                         |
| René Arpin                                               | 20 km (m)              | 37e       | 1:27.52,64 (+11.57,14) pen.: 8                                                                        |
| Aimé Gruet-Masson                                        | 20 km (m)              | 51e       | 1:33.44,41 (+17.48,91) pen.: 15                                                                       |
| Paul Chassagne                                           | 20 km (m)              | dnf       | opgave                                                                                                |
| René Arpin Noël Turrell Daniel Claudon Aimé Gruet-Masson | 4x7,5 km estafette (m) | 13e       | 2:03.08,90 (+11.23,98) pen.: 4-19 (1-5 / 0-3 / 2-5 / 1-6) (30.04,71 / 29.34,23 / 32.05,94 / 31.24,02) |

### Bobsleeën
| Olympiër                                           | Discipline                 | Resultaat | Prestatie                                               |
| -------------------------------------------------- | -------------------------- | --------- | ------------------------------------------------------- |
| Pierre Parisot Alain Roy                           | 2-mansbob (m) Frankrijk I  | 9e        | 5.03,46 (+6,39) (1.16,66 / 1.17,17 / 1.14,53 / 1.15,10) |
| Gérard Christaud Jacques Christaud                 | 2-mansbob (m) Frankrijk II | 11e       | 5.04,19 (+7,12) (1.17,08 / 1.17,25 / 1.14,81 / 1.15,05) |
| Pierre Parisot Yves Bonsang Alain Roy Gilles Morda | 4-mansbob (m) Frankrijk I  | 9e        | 4.46,75 (+3,68) (1.11,79 / 1.12,18 / 1.11,27 / 1.11,51) |

### Kunstrijden

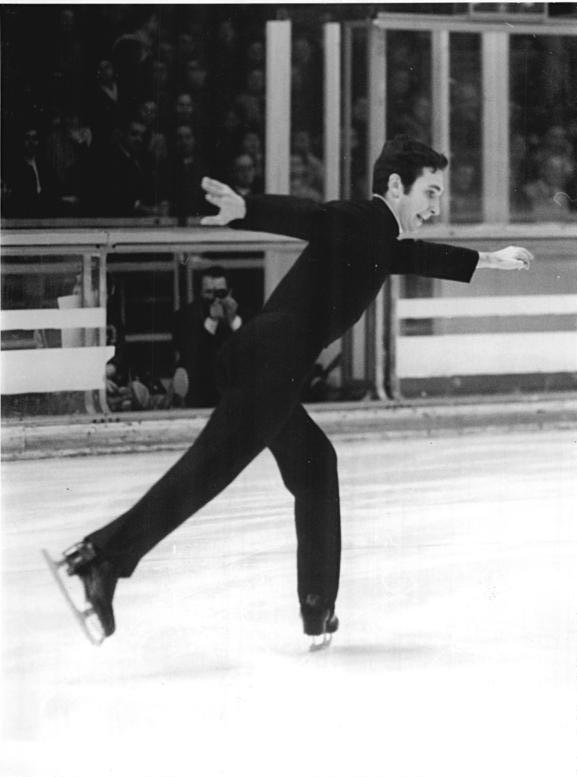
Patrick Péra, winnaar van het brons

| Olympiër (deelname)      | Discipline | Resultaat | Prestatie                |
| ------------------------ | ---------- | --------- | ------------------------ |
| Patrick Péra             | mannen     | Brons     | pc. 28,0; 2653,1 punten  |
| Didier Gailhaguet        | mannen     | 13e       | pc. 114,0; 2440,9 punten |
| Jacques Mrozek           | mannen     | 14e       | pc. 126,0; 2401,3 punten |
| Florence Cahn Jean Racle | paarrijden | 13e       | pc. 116,0; 364,5 punten  |

### Langlaufen
| Olympiër                                                   | Discipline            | Resultaat | Prestatie              |
| ---------------------------------------------------------- | --------------------- | --------- | ---------------------- |
| Daniel Cerisey                                             | 15 km (m)             | 46e       | 50.05,88 (+4.37,64)    |
| Daniel Cerisey                                             | 30 km (m)             | 45e       | 1:47.03,01 (+10.31,86) |
| Gilbert Faure                                              | 30 km (m)             | 49e       | 1:48.12,19 (+11.41,04) |
| Gérard Granclement                                         | 15 km (m)             | 48e       | 50.07,11 (+4.38,87)    |
| Roland Jeannerod                                           | 15 km (m)             | 31e       | 48.32,42 (+3.04,18)    |
| Roland Jeannerod                                           | 30 km (m)             | dnf       | opgave                 |
| Jean Jobez                                                 | 50 km (m)             | dnf       | opgave                 |
| Jean-Paul Vandel                                           | 15 km (m)             | 39e       | 49.22,89 (+3.54,65)    |
| Jean-Paul Vandel                                           | 30 km (m)             | 25e       | 1:42.45,88 (+6.14,73)  |
| Jean-Paul Vandel Roland Jeannerod Gilbert Faure Jean Jobez | 4x10 km estafette (m) | 11e       | 2:14.35,98 (+9.48,04)  |

### Noordse combinatie
| Olympiër         | Discipline | Resultaat | Prestatie                                       |
| ---------------- | ---------- | --------- | ----------------------------------------------- |
| Jacques Gaillard | mannen     | 35e       | 325,210 punten schans: 155,4 p 15 km: 169,810 p |

### Rodelen
| Olympiër        | Discipline | Resultaat | Prestatie                                        |
| --------------- | ---------- | --------- | ------------------------------------------------ |
| Pierre Larchier | mannen     | 36e       | 3.41,76 (+14,18) (55,86 / 56,28 / 54,68 / 54,94) |

### Schaatsen
| Olympiër       | Discipline   | Resultaat | Prestatie           |
| -------------- | ------------ | --------- | ------------------- |
| Richard Tourne | 500 m (m)    | 33e       | 43,06 (+3,62)       |
| Richard Tourne | 1500 m (m)   | 33e       | 2.16,37 (+13,41)    |
| Richard Tourne | 5000 m (m)   | 24e       | 8.11,52 (+47,91)    |
| Richard Tourne | 10.000 m (m) | 22e       | 16.48,70 (+1.47,35) |

### Schansspringen
| Olympiër         | Discipline         | Resultaat | Prestatie                                        |
| ---------------- | ------------------ | --------- | ------------------------------------------------ |
| Jacques Gaillard | grote schans (m)   | 51e       | 122,7 punten 60,8 p. (72,0 m) + 61,9 p. (73,5 m) |
| Alain Macle      | normale schans (m) | 53e       | 165,9 punten 87,2 p. (67,5 m) + 78,7 p. (62,5 m) |
| Alain Macle      | grote schans (m)   | 50e       | 122,8 punten 65,9 p. (76,0 m) + 56,9 p. (71,0 m) |
| Gilbert Poirot   | normale schans (m) | 43e       | 188,7 punten 93,4 p. (69,5 m) + 95,3 p. (71,0 m) |
| Yvan Richard     | normale schans (m) | 54e       | 164,3 punten 88,0 p. (68,0 m) + 76,3 p. (63,5 m) |
| Yvan Richard     | grote schans (m)   | 49e       | 142,2 punten 68,8 p. (77,0 m) + 73,4 p. (78,5 m) |

Argentinië · Australië · België · Bondsrepubliek Duitsland · Bulgarije · Canada · Duitse Democratische Republiek · Filipijnen · Finland · Frankrijk · Griekenland · Groot-Brittannië · Hongarije · Iran · Italië · Japan · Joegoslavië · Libanon · Liechtenstein · Mongolië · Nederland · Nieuw-Zeeland · Noord-Korea · Noorwegen · Oostenrijk · Polen · Roemenië · Sovjet-Unie · Spanje · Taiwan · Tsjecho-Slowakije · Verenigde Staten · Zuid-Korea · Zweden · Zwitserland